# 消防無線
消防無線（しょうぼうむせん）とは、消防が使用する業務無線の総称。ただし、消防無線はすべての国で独立したシステムとなっているわけではなく警察無線等と共用になっている国もある。

## 日本の消防無線

### 概要
固定局及び基地局と移動局からなり、固定局は消防本部同士や消防本部と中継所との通信、移動局には各種消防・救急車両に搭載されるものと、隊員が車両を離れる際等に用いられる携帯無線機によるものが存在する。変調方式はFM及びデジタルで、周波数帯は150MHz（千葉市消防局ではデジタル方式の360MHz帯、MCA無線）帯の割り当て周波数のうちのいずれか、又は複数を各自治体の消防本部が使用する。また、広大なエリアや山に挟まれた地域を管轄する消防本部では中継所を建て、150MHzや400MHz、マイクロ波等を利用しているところもある。
消防本部同士の通信又は、消防および救急における出場指令の送受や火災・救急出場時の連絡等、消防の各種活動の連絡に用いられる。周波数帯ならびに変調方式は先述の通りで、混信を避けるためにトーン信号、連絡の円滑化のために通話コードが併せて用いられることがある。統一された運用方法を持つ航空無線と異なり、その運用については自治体により様々である。
周波数の割り当ては消防と救急に分かれ、さらに大きな自治体等では地区毎に指令系統を分け、それぞれに周波数を割り当てることによって、通信の円滑化を図っている場合がある（小さい自治体であっても、周波数は複数割り当てられていることがある）。また、東京消防庁のように、通信用周波数以外に、消防団への伝令のみに使用される傍受専用周波数（例として東京消防庁受令系）が存在する。
割り当てられる周波数は概ね、区市町村波、都道府県内共通波（一県の全ての消防本部所属隊が使用してよく、隣接していない市町村の本部で同時に使ったり、相互連絡用にも使われる）、全国共通波（異なる都道府県の本部所属隊が協力通信に使ったり、また隣接していない地域の本部で同時に使ったりする。1～3の全3チャンネル）、防災相互連絡波（警察、自衛隊、地方自治体防災部門にも許可されている）、救急波、消防ヘリ連絡波、などが存在する。なお、消防の規模により、割り当てられる市町村波、救急波の数は異なる。一般には複数チャンネル保有していても、自本部専用割り当ては1波のみで、残りは輻輳および混乱に備えて都道府県共通波と全国共通波を兼用している場合が多い。

### デジタル化
2005年7月15日に消防庁次長より「将来的に複数の消防本部が概ね県域を単位として、消防救急無線を広域化・共同化し、また、指令業務も共同運用していくべき」として、各都道府県知事及び各指定市市長あてに「消防救急無線の広域化・共同化及び消防指令業務の共同運用の推進について」（平成17年7月15日付消防消第141号）が通知された。これは消防・救急デジタル移動通信システムと呼ばれている。
なお、2016年（平成28年）6月1日を以て、署活系無線を除く150MHz帯の消防無線は260MHz帯のデジタル方式に移行が為され、アナログ方式の受信機では音声として傍受出来なくなった。
| パラメータ   | 仕様                                         |
| ------------ | -------------------------------------------- |
| 変調方式     | π/4シフトQPSK方式                            |
| アクセス方式 | SCPC方式、又はTDMA方式                       |
| 通信方式     | 複信方式、半複信方式、単信方式、同報通信方式 |
| 使用周波数帯 | 260MHz帯（超短波帯）                         |

東京消防庁がTDMA方式を使用しているのに対し、他の消防本部のほとんどはSCPC（Single Channel Per Carrier）方式を導入したため、東京消防庁も方式の変更に迫らせている。
アルインコではこれに伴い、「東京消防庁受令系」が廃止される可能性もあることから、消防関係者限定のデジタル受信機DJ-XF7（携帯型）とDR-XF7（車載型）を開発した。自治体を通じてのみ購入可能で、紛失の際には悪用を防ぐためにシステム消去信号を受信させ使用不能にする機能がある。エーオーアールでも同様の受信機AR-F100を開発した。いずれも消防庁からの指導により製品の販売に関しては原則、個人ユーザへの販売は出来ず、購入は消防本部また消防行政に関係する公官庁および納入業者と限られている。つまり消防団員が活動のために必要になっても、所属の団を通じて導入することになる。

#### デジタル化に向けての電波伝搬調査
消防波のデジタル化に向け、各消防において伝搬調査が行われている。これは、多くの調査は、入札により業者が選定される。
消防本部毎に、個々に調査を行っているため、他消防への影響については不確定である(割り当て周波数が公表されていないため、D/U等について机上計算できていない)。
その他、香川県では2009年度より電波伝搬の本格的な調査を実施する予定であるほか、大阪府などでも整備構想を推進中である。

#### デジタル無線機の維持、管理
従来のアナログ無線機とは異なり、機器の性能を測定するには、各メーカーが管理している専用のPCソフトが必要となる。このため、購入したメーカーの永続的サポートが必要となる。従来は無線設備を管理していた職員が、簡易的に不具合の状況を確認できたが、デジタル無線機においては、通話ができない状況が確認された場合、結果として軽微な不具合だったとしてもメーカーサポートに頼らなければならないため、維持管理費が増額する状況となっている。このため、機器の保守を年間契約とせず、オンコール対応とする消防本部が増えている。
また、配置換えに伴う呼出名称の変更も、従来であれば総務省への届出だけで済んでいたものが、デジタル無線機ではID、メモリ等の変更が必要となるため、購入メーカーにデータ変更の依頼をしなくてはならず、これも維持管理費の増額の一端となっている。

## イギリスの消防無線
イギリスでは、システムの統合による歳出削減、緊急時の相互通信、電波の有効利用のため、内務省が主導して1993年に警察や消防などの無線通信システムの共用化が図られた。
2000年にPFI方式で新たな警察向け無線サービスが導入された。しかし、消防部門は暗号化技術による高コスト化からこのシステムの共用には消極的とされる一方、保健省管轄の救急部門は警察と消防の相互運用が重要としシステムの置換えに前向きである。